# Allorrhina nickerli
Allorrhina nickerli är en skalbaggsart som beskrevs av Moser 1911. Allorrhina nickerli ingår i släktet Allorrhina och familjen Cetoniidae. Inga underarter finns listade i Catalogue of Life.